# Odelir José Magri
Odelir José Magri MCCJ (ur. 18 kwietnia 1963 w Campo Erê – brazylijski duchowny rzymskokatolicki, od 2015 biskup Chapecó. Od 2024 arcybiskup metropolita tej diecezji.

## Życiorys
Święcenia kapłańskie przyjął 18 października 1992 w zakonie kombonianów. Po święceniach pracował przez kilka lat jako wychowawca postulantów w Demokratycznej Republice Konga. W 1996 powrócił do kraju i pełnił funkcje m.in. wychowawcy i wiceprowincjała. Zasiadał także w radzie generalnej zakonu i był jego wikariuszem generalnym.
11 października 2010 został mianowany biskupem Sobral, zaś 12 grudnia 2010 otrzymał z rąk abp. Lorenzo Baldisseriego sakrę biskupią. 3 grudnia 2014 został przeniesiony na urząd biskupa Chapecó, zaś 1 lutego 2015 kanonicznie objął tę diecezję. 5 listopada papież Franciszek podnosząc diecezję do rangi archidiecezji, mianował go pierwszym arcybiskupem metropolitą Chapecó. Ingres odbył się 9 lutego 2025. Paliusz otrzymał z rąk papieża Leona XIV w dniu 29 czerwca 2025.